# A Főnix halála
A Főnix halála (eredeti címén: Dark Phoenix Saga) egy igen kiterjedt történet a Marvel Comics képregényeiben, melyet Chris Claremont, író, Dave Cockrum és John Byrne, rajzolók, alkottak. A történet 1980-ban jelent meg az Uncanny X-Men 129-es részétől, a 137-es részéig. Egyike a legemlékezetesebb klasszikus Marvel Comics történeteknek, melynek hatása ma is fellelhető a kiadó képregényeiben. A történet központjában Jean Grey és az általa birtokolt Főnix-erő áll. Magyarországon a történet A Csodálatos Pókember 68., az X-Men 22–25. számaiban és a Marvel Extra 13. számában jelent meg 1995-ben.
…még egy olyan, látszólag könnyű műfaj sem sorakoztathat föl vég nélkül egy kaptafára készült, „csihi-puhi” történeteket, mint a nálunk meghonosodott akció-, illetve szuperhős-képregény.
Ez a történet pedig (a műfaj keretein belül) minden eddiginél erőteljesebben fogalmazta meg átütő mondanivalóját, az egyik ősrégi, az emberrel egyidős problémát: milyen kihívást jelent a hatalom, milyen hatással lehet egy emberre a mérhetetlenül nagy hatalom – illetve, hogy pontosabban fogalmazzunk, összeférhet-e egymással az ember természettől való esendősége és a mindenhatóság?

## A cselekmény előzménye
A mai képregényekből, a Főnix-erőt az olvasók úgy ismerhetik mint egy elemi erő megnyilvánulását ami kapcsolatban áll Jean Greyel. A történet eredeti formájában azonban a Főnix maga Jean volt, ereje legfelső megnyilvánulása. Eszerint egy küldetésről visszatérve a világűrből, Jean halálos sugárzásnak lett kitéve, amely ahelyett, hogy megölte volna, szabadjára engedte telepatikus és telekinetikus képességének teljes potenciálját. Jean ekkor pusztán tudati lénnyé változott, majd újraalkotta testét és új egyenruhában, új identitással és erőkkel mint „Főnix” tért vissza. Ennek az erőnek köszönhetően volt képes helyreállítani a sérül M'Krann kristályt és így megmenteni az egész univerzumot, de ezzel egy időben szembesült először ereje sötét oldalával is.

## A cselekmény
|  | Alább a cselekmény részletei következnek! |

Jean hatalma egyre jobban kezdi megrontani őt, a szenvedély olyannyira hatalmába keríti, hogy végül két különálló személyiséggé szakítja; Jean Greyre az X-Men tagjára és a Főnixre. Ez a kielégíthetetlen szenvedély iránti vágya könnyű célpontjává tette az illuzionista Agymesternek aki ezzel bizonyítani akarta képességeit, hogy bekerüljön a Pokoltűz Klub Belső Körébe. Terve megvalósításához a Belső Kör Fehér Királynője, Emma Frost által készített agyszondát használta, mely segítségével illúzióit egyenesen Jean agyába sugározta. Az Agymester elhitette Jeannel, hogy időnként visszazuhan a múltba és ott egy, a 18. században élt őse, Lady Grey életét éli újra. Ebben az illúzióban Agymester saját magát Jason Wyndgardenak, Lady Grey szerelmének adja ki magát.
Eközben  X Professzor a Cerebro segítségével felfedez két addig ismeretlen mutánst. A csapat ezért két részre szakad. X Professzor, Vihar, Kolosszus és Rozsomák Chicagóba indulnak, Jean, Küklopsz és Árnyék pedig New Yorkba. Amit azonban nem tudnak, hogy a Pokoltűz Klub a Cerebro minden adatához hozzájut, és hogy az X-ek elpusztítását tervezik.
Chicagóban X Professzor és csapata hamar rátalál az új mutánsra, a tizenhárom éves Kitty Prydera, akinek mutáns képességei még csak most kezdenek felszínre törni. Emma Frost rátámad a csapatra és fogságba ejti mind a négy csapattagot, ám Kittynek sikerül megszöknie és értesítenie a csapat többi tagját.
New Yorkban Küklopsz csapata szintén megtalálják a Cerebro által felfedezett új mutáns, Káprázatot, de a Pokoltűz Klub elit zsoldosai őket is megtámadják. Káprázat segítségével legyőzik a támadókat és kiszabadítják társaikat is. Jean azonban egyre jobban elveszíti saját személyiségét és az irányítást egyre jobban átveszi a Főnix.
A X-ek, egykori csapattagjuk, a milliomos III. Warren Warthington, kódnevén, Angyal befolyását felhasználva megpróbálnak beszivárogni a Pokoltűz Klub manhattani épületébe. Az akció azonban balul sikerül; Jean teljesen az Agymester befolyása alá kerül és mint Fekete Királynő átáll az ellenség oldalára. A csapat minden tagját elfogják, csak Rozsomáknak sikerül elszöknie, hogy egyedül szálljon szembe a Klub zsoldosaival és a Belső Körrel. Az utolsó pillanatban azonban Küklopsznak sikerül visszahoznia Jeant a köztük fennálló pszionikus kapcsolat segítségével és legyőzik a Belső Kört.
A hazaút során azonban az Agymester manipulációja miatt Jean tudatát végképp átveszi a Sötét Főnix személyisége. Miután a Főnix könnyűszerrel legyőzte egykori társait és barátait, elhagyja a Földet és átszáguld egy másik galaxisba, ahol, hogy étvágyát csillapítsa szupernóvává változtatja a D'Bari rendszer napját és ezzel megöl ötmilliárd élőlényt és megsemmisíti a siár flotta egyik hadihajóját is.
A Földön eközben a csapathoz csatlakozik régi bajtársuk, az immár a Bosszú Angyalai sorait erősítő Bestia is. Bestia elkészít egy szerkezetet ami reményeik szerint elég ideig képes lesz elnyomnia a Főnix erejét, hogy legyőzhessék. Mikor Jean visszatér a Földre és, maga sem tudja miért, felkeresi szülei házát a csapat megtámadja. A Bestia által készített szerkezet ugyan működik de mégsem képesek a rendelkezésre álló rövid idő alatt legyőzniük Főnixet. Végül X Professzornak egy telepatikus párbaj során sikerül kitörölnie Jean Főnix énjét.
Mikor már mindenki azt, hitte, hogy sikerült győzelmet aratniuk a csapatot egy siár hajó fedélzetére teleportálják. Lilandra, a siárok császárnője pedig szembesíti a csapatot azzal, hogy Főnix hány életet oltott ki és Jean kiadását követeli. És bár mindenkiben felébred a kétség, a csapat minden tagja kitart Jean mellett és belemennek, hogy az X-Men és a Siár Birodalmi Gárda közötti párbaj fogja eldönteni Jean sorsát. A harc színteréül a Hold kék területét jelölik ki. Hosszas harc után a Gárda legyőzi egyik X-et a másik után, amíg már csak Küklopsz és Jean maradnak. Mikor Küklopszot is leterítik, Jeanben felszakad minden pszichikai gát, melyet Xavier professzor ültetett az elméjébe, újra átváltozik Főnixé és egyetlen csapással térdre kényszeríti a gárdistákat. Az X-ek tudják, hogy meg kell állítaniuk Főnixet amíg még nincs teljes ereje birtokában, de képtelenek rá, hogy végezzenek Jeannel. Jeannek pár pillanatra sikerül visszanyernie régi énjét, de átalakulása a Sötét Főnixé már elkezdődött. Ráeszmélve, hogy erejével akár az egész világegyetemet is elpusztíthatja, Jean még utolsó búcsút vesz Küklopsztól, majd öngyilkos lesz.
A történet Uatu, a Szemlélő gondolataival ér véget; „Jean Grey, ha tovább él, istenné válhatott volna, de fontosabb volt számára, hogy emberként haljon meg.”

### Utóhatás
Jean halála után Küklopsz egy rövid időre otthagyta a csapatot, Kitty Pryde belépett „Szellem” kódnéven, valamint Angyal visszatért aktív állományba.
A Hold kék területén vívott küzdelmet felügyelő két megfigyelő, a krí, Bel-Dann ezredes és a skrull, Raksor, természetüket nem tudták megtagadni, és egymás ellen kezdtek harcolni. Megfeledkezve a külvilágról, hónapokkal a Főnix halála után is folytatták küzdelmüket.

## Sötét Főnix dosszié
A történet befejezéséről igen eltérő vélemények születtek a szerkesztőség tagjai között. Claremont és Byrne eredetileg azt szerették volna, hogy Jean veszítse el képességeit, hogy aztán később lehetőségük legyen őt mint szupergonoszt visszahozni. Ebben szerkesztőjük, Louise Simonson is egyetértett velük. Az ellenvetés a főszerkesztő, Jim Shooter részéről merültek fel, csupán hetekkel az Uncanny X-Men 137. száma megjelenése előtt. Shooternek az volt a véleménye, hogy a befejezés valahogy nem illik bele a történetbe, és hogy Jean büntetése mértéktelenül kicsi lenne az általa elkövetett bűnökhöz képest.
Végül abban egyeztek meg, hogy Jean legyen öngyilkos miután a Sötét Főnix ismét kezdene felszínre törni benne. A történet eredeti formájában 1985 áprilisában, az Uncanny X-Men 137. számának különleges, újranyomtatott kiadásában a Phoenix: The Untold Story-ban látott napvilágot. Ebben a kiadásban szerepelt mind az eredeti és mind az új befejezés, valamint az a kerekasztal beszélgetés ami Claremont, Byrne és Shooter között folyt arról, hogy mi volt az eredeti elképzelés és hogy miért változtatták meg.
Magyarországon az X-Men 25. számában szintén megjelent az alternatív befejezés, valamint a szerkesztők közötti beszélgetés is.

## Más médiákban

### X-Men: Az ellenállás vége
A 2006-os X-Men: Az ellenállás vége című filmben a Főnix Jean Grey tudatának egy másik énje. Jean fiatal korában Xavier professzor elnyomta ezt a személyiséget mivel az mérhetetlenül nagy hatalommal rendelkezett mindenféle morális fenntartások és gátlások nélkül. Jean „sötét énje” újra dominánssá vált és Magneto oldalán szállt harcba az X-Men csapata és az emberiség ellen. Jeant végül Rozsomák (a magyar szinkronban Farkas) ölte meg.